# IC 2870
IC 2870 ist eine leuchtschwache irreguläre Galaxie vom Hubble-Typ im Sternbild Löwe an der Ekliptik. Sie ist schätzungsweise 141 Millionen Lichtjahre von der Milchstraße entfernt.
Das Objekt wurde am 27. März 1906 vom deutschen Astronomen Max Wolf entdeckt.